# The Ones Who Help to Set the Sun
"The Ones Who Help to Set the Sun" je sedma pjesma s albuma When Dream and Day Unite (izdan 1989. godine) američkog progresivnog metal sastava Dream Theater. Tekst pjesme napisao je John Petrucci.
Mnogi kritičari i obožavatelji smatraju skladbu najslabijom izvedbom na albumu, prvenstveno zbog neuklapanja vokala Charlieja Dominicija u kompleksnu glazbenu strukturu skladbe.

## Izvođači
- Charlie Dominici – vokali
- John Petrucci – električna gitara
- John Myung – bas-gitara
- Mike Portnoy – bubnjevi
- Kevin Moore – klavijature